# 謝艾潔
謝艾潔（1976年—），前中華民國海軍中校，曾任錦江艦艦長，是中華民國海軍史上首位女性軍艦艦長，也是全球第一位擔任海軍艦長的女性華人與女性台灣人。

## 生平
彰化女中畢業後，因家庭經濟因素，放棄大學，進入中華民國海軍軍官學校航輪系八十七年班，是第一批由中華民國海軍官校畢業的女性軍官。
通過三級艦艦長班後，於2007年以少校官階派任錦江艦艦長，並接受時任海軍司令王立申上將的特別召見與慰勉。海軍司令王立申上將更在受訪時表示：「絕對放心把這艘戰艦交給她。」
2009年，因無法照顧子女，放棄軍艦指揮職，轉任海軍教準部參謀官。
2012年，雖晉升中校，但因家庭因素決定轉任軍訓教官。
2016年，榮升國立鳳新高中生輔組長。

## 家庭
其夫也是海軍軍官。